# The Book of Souls World Tour
The Book of Souls World Tour è un tour del gruppo musicale britannico Iron Maiden intrapreso nel 2016 e nel 2017 per promuovere il loro sedicesimo album in studio The Book of Souls.

## Descrizione
Il tour ha avuto inizio il 24 febbraio 2016 negli Stati Uniti d'America con la prima data a Fort Lauderdale. Il tour ha toccato tutti i continenti, grazie anche al fatto che il gruppo si è spostato, nel 2016, a bordo del nuovo Ed Force One, un Boeing 747-400 modificato per il trasporto di passeggeri e attrezzature. La tournée ha visto gli Iron Maiden ritornare in Giappone a cinque anni dall'annullamento dei precedenti concerti durante il The Final Frontier World Tour a causa del Terremoto e maremoto del Tōhoku del 2011, in questo tour inoltre la formazione si è esibita per la prima volta in El Salvador e in Cina. In Europa il gruppo ha fatto tappa inoltre per la prima volta in Lituania, con un concerto tenutosi presso la Zalgirio Arena il 23 giugno 2016. La band ha continuato il tour nel 2017 con una serie di date in Europa e nel Nord America.
Il 20 settembre 2017 gli Iron Maiden hanno annunciato la pubblicazione dell'album dal vivo The Book of Souls: Live Chapter, registrato in diverse città toccate durante il tour mondiale.

### Gruppi di supporto
Nel 2016 gli Iron Maiden sono stati supportati dai The Raven Age in tutte le date ad eccezione di alcuni festival. Altri ospiti d'eccezione sono stati Anthrax, Ghost, Saxon, Opeth, Sabaton, Amon Amarth e Stratovarius. Nel 2017 il gruppo è stato supportato in tutte le date europee dagli Shinedown e negli spettacoli nordamericani dai Ghost.

## Date e tappe
| Data             | Città                | Paese         | Luogo                          |
| America          | America              | America       | America                        |
| ---------------- | -------------------- | ------------- | ------------------------------ |
| 24 febbraio 2016 | Fort Lauderdale      | Stati Uniti   | BB&T Center                    |
| 26 febbraio 2016 | Tulsa                | Stati Uniti   | BOK Center                     |
| 28 febbraio 2016 | Las Vegas            | Stati Uniti   | Mandalay Bay Events Center     |
| 1º marzo 2016    | Monterrey            | Messico       | Teatro Banamex                 |
| 3 marzo 2016     | Città del Messico    | Messico       | Sports Palace                  |
| 4 marzo 2016     | Città del Messico    | Messico       | Sports Palace                  |
| 6 marzo 2016     | San Salvador         | El Salvador   | Estadio Jorge Magico Gonzalez  |
| 8 marzo 2016     | San José             | Costa Rica    | Estadio Ricardo Saprissa Aymá  |
| 11 marzo 2016    | Santiago del Cile    | Cile          | Estadio Nacional de Chile      |
| 13 marzo 2016    | Córdoba              | Argentina     | Estadio Mario Kempes           |
| 15 marzo 2016    | Buenos Aires         | Argentina     | Estadio Velez Sarsfield        |
| 17 marzo 2016    | Rio de Janeiro       | Brasile       | HSBC Arena                     |
| 19 marzo 2016    | Belo Horizonte       | Brasile       | Esplanada do Mineirão          |
| 20 marzo 2016    | Brasilia             | Brasile       | Nilson Nelson Arena            |
| 24 marzo 2016    | Fortaleza            | Brasile       | Arena Castelão                 |
| 26 marzo 2016    | San Paolo            | Brasile       | Allianz Parque                 |
| 30 marzo 2016    | New York             | Stati Uniti   | Madison Square Garden          |
| 1º aprile 2016   | Montréal             | Canada        | Centre Bell                    |
| 3 aprile 2016    | Toronto              | Canada        | Air Canada Centre              |
| 5 aprile 2016    | Detroit              | Stati Uniti   | The Palace of Auburn Hills     |
| 6 aprile 2016    | Chicago              | Stati Uniti   | United Center                  |
| 8 aprile 2016    | Edmonton             | Canada        | Northlands Coliseum            |
| 10 aprile 2016   | Vancouver            | Canada        | Rogers Arena                   |
| 11 aprile 2016   | Tacoma               | Stati Uniti   | Tacoma Dome                    |
| 13 aprile 2016   | Denver               | Stati Uniti   | Pepsi Center                   |
| 15 aprile 2016   | Los Angeles          | Stati Uniti   | The Forum                      |
| 16 aprile 2016   | Los Angeles          | Stati Uniti   | The Forum                      |
| Asia             |                      |               |                                |
| 20 aprile 2016   | Tokyo                | Giappone      | Ryōgoku Kokugikan              |
| 21 aprile 2016   | Tokyo                | Giappone      | Ryōgoku Kokugikan              |
| 24 aprile 2016   | Pechino              | Cina          | LeSports Center                |
| 26 aprile 2016   | Shanghai             | Cina          | Mercedes-Benz Arena            |
| Oceania          |                      |               |                                |
| 29 aprile 2016   | Christchurch         | Nuova Zelanda | Horncastle Arena               |
| 1º maggio 2016   | Auckland             | Nuova Zelanda | Vector Arena                   |
| 4 maggio 2016    | Brisbane             | Australia     | Brisbane Entertainment Centre  |
| 6 maggio 2016    | Sydney               | Australia     | Allphones Arena                |
| 9 maggio 2016    | Melbourne            | Australia     | Rod Laver Arena                |
| 12 maggio 2016   | Adelaide             | Australia     | Adelaide Entertainment Centre  |
| 14 maggio 2016   | Perth                | Australia     | Perth Arena                    |
| Africa           |                      |               |                                |
| 18 maggio 2016   | Città del Capo       | Sudafrica     | Grand Arena                    |
| 21 maggio 2016   | Johannesburg         | Sudafrica     | Carnival City Festival Lawns   |
| Europa           |                      |               |                                |
| 27 maggio 2016   | Gelsenkirchen        | Germania      | Rock im Revier                 |
| 29 maggio 2016   | Monaco               | Germania      | Rockavaria Festival            |
| 31 maggio 2016   | Berlino              | Germania      | Waldbühne                      |
| 3 giugno 2016    | Lucerna              | Svizzera      | Sonisphere Allmend Rockt       |
| 5 giugno 2016    | Vienna               | Austria       | Rock in Vienna                 |
| 8 giugno 2016    | Arnhem               | Paesi Bassi   | Gelredome                      |
| 10 giugno 2016   | Parigi               | Francia       | Download Festival              |
| 12 giugno 2016   | Donington            | Regno Unito   | Download Festival              |
| 15 giugno 2016   | Oslo                 | Norvegia      | Telenor Arena                  |
| 17 giugno 2016   | Göteborg             | Svezia        | Ullevi Stadium                 |
| 19 giugno 2016   | Dessel               | Belgio        | Graspop Metal Festival         |
| 21 giugno 2016   | Herning              | Danimarca     | Jyske Bank Boxen               |
| 23 giugno 2016   | Kaunas               | Lituania      | Žalgirio Arena                 |
| 25 giugno 2016   | Mosca                | Russia        | Olimpijskij                    |
| 29 giugno 2016   | Hämeenlinna          | Finlandia     | Kantolan Tapahtumapuisto       |
| 1º luglio 2016   | Sopron               | Ungheria      | Volt Festival                  |
| 3 luglio 2016    | Breslavia            | Polonia       | Stadion Miejski                |
| 5 luglio 2016    | Praga                | Rep. Ceca     | Eden Aréna                     |
| 6 luglio 2016    | Žilina               | Slovacchia    | Zilina Airport                 |
| 9 luglio 2016    | Viveiro              | Spagna        | Resurrection Festival          |
| 11 luglio 2016   | Lisbona              | Portogallo    | MEO Arena                      |
| 13 luglio 2016   | Madrid               | Spagna        | Barclay Card Center            |
| 14 luglio 2016   | Siviglia             | Spagna        | Estadio Olímpico de la Cartuja |
| 16 luglio 2016   | Barcellona           | Spagna        | Barcelona Rock Fest            |
| 20 luglio 2016   | Nyon                 | Svizzera      | Paléo Festival Nyon            |
| 22 luglio 2016   | Milano               | Italia        | Mediolanum Forum               |
| 24 luglio 2016   | Roma                 | Italia        | Rock in Roma                   |
| 26 luglio 2016   | Trieste              | Italia        | Piazza Unità d'Italia          |
| 27 luglio 2016   | Spalato              | Croazia       | Spaladium Arena                |
| 30 luglio 2016   | Bucarest             | Romania       | Piața Constituției             |
| 2 agosto 2016    | Lussemburgo          | Lussemburgo   | Rockhal                        |
| 4 agosto 2016    | Wacken               | Germania      | Wacken Open Air                |
| Europa 2017      |                      |               |                                |
| 22 aprile 2017   | Anversa              | Belgio        | Sportpaleis                    |
| 24 aprile 2017   | Oberhausen           | Germania      | König-Pilsener Arena           |
| 25 aprile 2017   | Oberhausen           | Germania      | König-Pilsener Arena           |
| 28 aprile 2017   | Francoforte sul Meno | Germania      | Fasthalle                      |
| 29 aprile 2017   | Francoforte sul Meno | Germania      | Fasthalle                      |
| 2 maggio 2017    | Amburgo              | Germania      | Barclaycard Arena              |
| 4 maggio 2017    | Nottingham           | Regno Unito   | Motorpoint Arena               |
| 6 maggio 2017    | Dublino              | Irlanda       | 3Arena                         |
| 8 maggio 2017    | Manchester           | Regno Unito   | Manchester Arena               |
| 10 maggio 2017   | Sheffield            | Regno Unito   | Sheffield Arena                |
| 11 maggio 2017   | Leeds                | Regno Unito   | First Direct Arena             |
| 14 maggio 2017   | Newcastle upon Tyne  | Regno Unito   | Metro Radio Arena              |
| 16 maggio 2017   | Glasgow              | Regno Unito   | SSE Hydro Arena                |
| 17 maggio 2017   | Aberdeen             | Regno Unito   | AECC GE Oil & Gas Arena        |
| 20 maggio 2017   | Liverpool            | Regno Unito   | Echo Arena                     |
| 21 maggio 2017   | Birmingham           | Regno Unito   | Barclaycard Arena              |
| 24 maggio 2017   | Cardiff              | Regno Unito   | Motorpoint Arena               |
| 27 maggio 2017   | Londra               | Regno Unito   | The O2 Arena                   |
| 28 maggio 2017   | Londra               | Regno Unito   | The O2 Arena                   |
| America 2017     |                      |               |                                |
| 3 giugno 2017    | Bristow              | Stati Uniti   | Jiffy Lube Live                |
| 4 giugno 2017    | Filadelfia           | Stati Uniti   | Wells Fargo Center             |
| 7 giugno 2017    | Newark               | Stati Uniti   | Prudential Center              |
| 9 giugno 2017    | Charlotte            | Stati Uniti   | PNC Music Pavilion             |
| 11 giugno 2017   | Tampa                | Stati Uniti   | Amalie Arena                   |
| 13 giugno 2017   | Nashville            | Stati Uniti   | Bridgestione Arena             |
| 15 giugno 2017   | Chicago              | Stati Uniti   | Hollywood Casino Amphitheater  |
| 16 giugno 2017   | Minneapolis          | Stati Uniti   | Xcel Energy Center             |
| 19 giugno 2017   | Oklahoma City        | Stati Uniti   | Chesapeake Arena               |
| 21 giugno 2017   | Houston              | Stati Uniti   | Toyota Center                  |
| 23 giugno 2017   | Dallas               | Stati Uniti   | American Airlines Center       |
| 24 giugno 2017   | San Antonio          | Stati Uniti   | AT&T Center                    |
| 27 giugno 2017   | Albuquerque          | Stati Uniti   | Isleta Amphitheater            |
| 28 giugno 2017   | Phoenix              | Stati Uniti   | Talking Stick Resort Arena     |
| 1º luglio 2017   | San Bernardino       | Stati Uniti   | San Manuel Amphitheater        |
| 3 luglio 2017    | Las Vegas            | Stati Uniti   | T-Mobile Arena                 |
| 5 luglio 2017    | Oakland              | Stati Uniti   | Oracle Arena                   |
| 7 luglio 2017    | Salt Lake City       | Stati Uniti   | Usana Amphitheater             |
| 9 luglio 2017    | Lincoln              | Stati Uniti   | Pinnacle Bank Arena            |
| 11 luglio 2017   | Kansas City          | Stati Uniti   | Sprint Center                  |
| 12 luglio 2017   | Saint Louis          | Stati Uniti   | Hollywood Casino Amphitheater  |
| 15 luglio 2017   | Toronto              | Canada        | Budweiser Stage                |
| 16 luglio 2017   | Québec               | Canada        | BVideotron Center              |
| 19 luglio 2017   | Mansfield            | Stati Uniti   | Xfinity Center                 |
| 21 luglio 2017   | Brooklyn             | Stati Uniti   | Barclays Center                |
| 22 luglio 2017   | Brooklyn             | Stati Uniti   | Barclays Center                |

## Scaletta 2016
1. If Eternity Should Fail
2. Speed of Light
3. Children of the Damned
4. Tears of a Clown
5. The Red and the Black
6. The Trooper
7. Powerslave
8. Death or Glory
9. The Book of Souls
10. Hallowed Be Thy Name
11. Fear of the Dark
12. Iron Maiden

Encore
1. The Number of the Beast
2. Blood Brothers
3. Wasted Years

## Scaletta 2017
1. If Eternity Should Fail
2. Speed of Light
3. Wrathchild
4. Children of the Damned
5. Death or Glory
6. The Red and the Black
7. The Trooper
8. Powerslave
9. The Great Unknown
10. The Book of Souls
11. Fear of the Dark
12. Iron Maiden

Encore
1. The Number of the Beast
2. Blood Brothers
3. Wasted Years

## Formazione
- Bruce Dickinson – voce
- Dave Murray – chitarra
- Janick Gers – chitarra
- Adrian Smith – chitarra, cori
- Steve Harris – basso, cori
- Nicko McBrain – batteria